# Hyzop lekarski
Hyzop lekarski (Hyssopus officinalis) – gatunek rośliny z rodziny jasnotowatych (Lamiaceae). Inne nazwy zwyczajowe: izap lekarski, józefek, józefka. We florze Polski obecnie (2012) klasyfikowany jest jako archeofit, wcześniej uważany był za kenofit.

## Rozmieszczenie geograficzne
Rodzimy obszar występowania to Afryka Północna (Algieria, Maroko), Europa Południowa i Środkowa, Azja Zachodnia (Iran, Turcja) i Kaukaz. Rozprzestrzenił się jako gatunek zawleczony lub uciekinier z upraw gdzieniegdzie poza obszarem swojego rodzimego występowania w Europie oraz w Ameryce Północnej.

## Morfologia
PokrójNiewielki półkrzew, na ogół dorastający do 20–30 cm wysokości (chociaż trafiają się egzemplarze 60–70 centymetrowe).
LiścieNiewielkie, lancetowate lub równowąskolancetowate.
ŁodygiCienkie, wzniesione ku górze.
KwiatyNa szczytach łodyg pojawiają się zwykle w lipcu-sierpniu. Wyrastają z kątów liści w pęczkach po 1–5 sztuk, drobne, o barwie białej, niebieskawej, różowej lub lila.
OwocRozłupka.

## Zastosowanie
- Surowiec: ziele.
- Zawartość: sporo olejku eterycznego (do 1%), z którego wyodrębnić można m.in.: kamfen, pinen i cyneol, fitosterol, trójterpeny i flawonoidy[potrzebny przypis], stosowany jest w przemyśle perfumeryjnym i dodawany do likierów.
- Świeże i suszone liście oraz kwiaty mają przyjemny zapach i gorzko korzenny smak; używane są jako przyprawa do sałat, dań mięsnych i jarzynowych zup.
- W lecznictwie ludowym napar z ziela hyzopu zalecany jest jako środek wykrztuśny przy przewlekłym nieżycie oskrzeli, astmie oskrzelowej, schorzeniach przewodu pokarmowego, jako środek przyspieszający gojenie się ran, moczopędny, wiatropędny i pobudzający, napar używany do płukania gardła i przy nadmiernej potliwości. Ziele stosowane jest również w homeopatii[6].

## Udział w kulturze
- Hyzop lekarski jest błędnie uważany za hyzop, który w Biblii wymieniony jest 12 razy[7]. Wszyscy badacze roślin biblijnych są zgodni, że biblijny hyzop to lebiodka syryjska (Origanum syriacum). Utożsamianie hyzopu lekarskiego z hyzopem biblijnym stało się za sprawą błędnego przetłumaczenia w Septuagincie hebrajskiego słowa esov (אזוב מצוי).  Hyzop lekarski zresztą nigdy nie występował ani w Egipcie, ani na Ziemi Świętej[8].

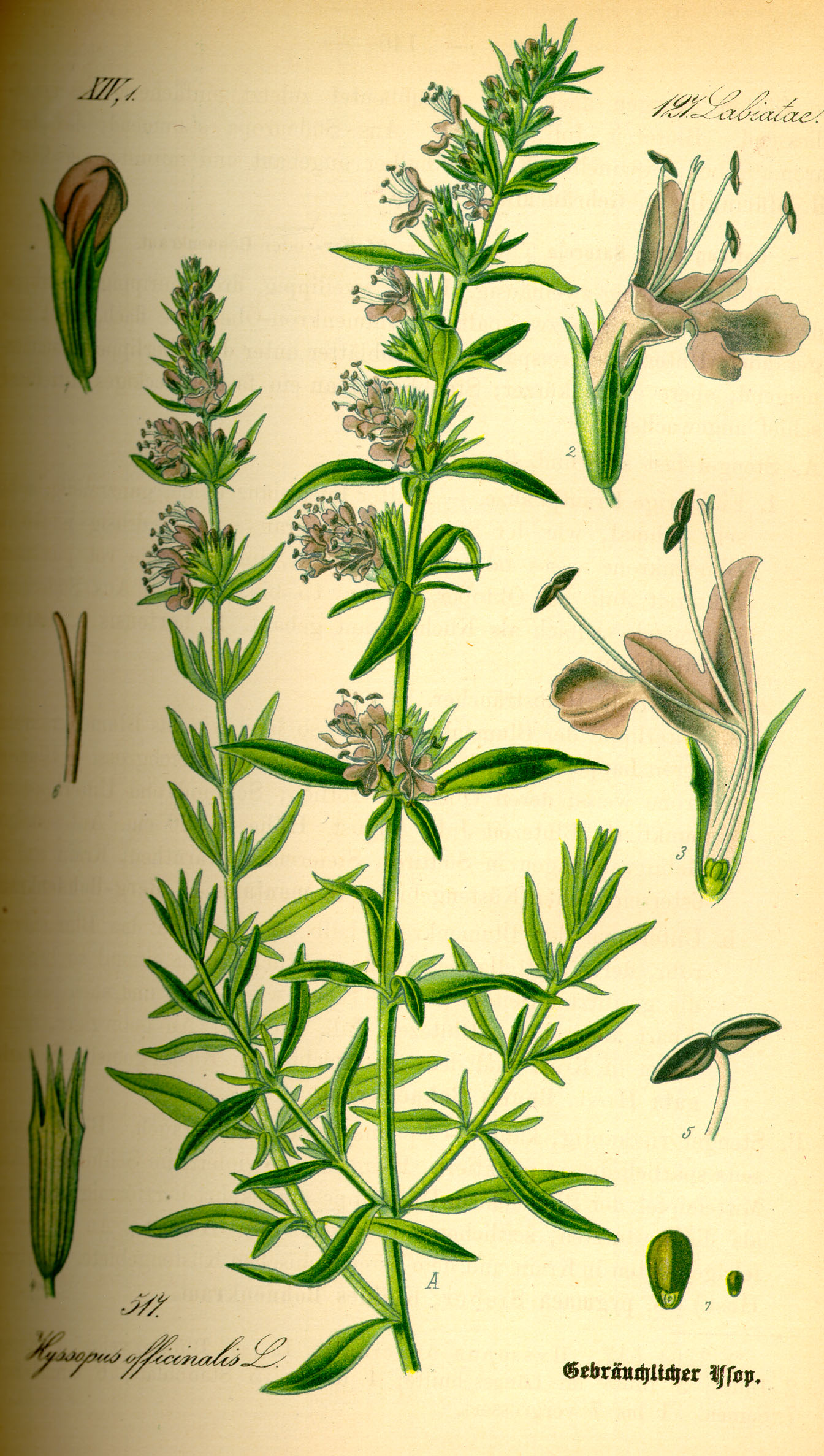
Morfologia
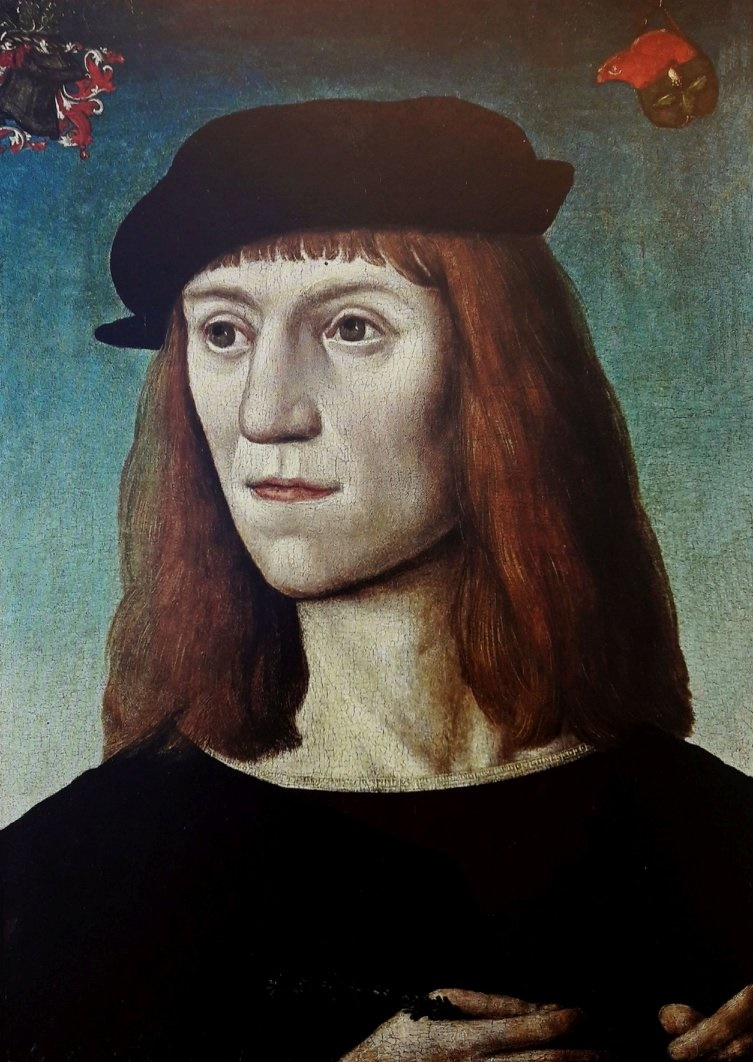
Portret Krzysztofa von Suchtena z gałązką hyzopu w dłoni uznawanego w dawnych czasach za symbol wiary, fizycznej czystości i regeneracji moralnej, 1507, Muzeum Narodowe w Gdańsku